# Clásico Vicente L. Casares
El Clásico Vicente L. Casares es una carrera clásica para caballos fondistas que se disputa en el Hipódromo Argentino de Palermo, sobre 2500 metros de pista de arena y convoca a machos y hembras de 4 años y más edad, a peso por edad. Está catalogado como un certamen de Grupo 2 en la escala internacional, desde el año 2015 en adelante.
Desde 2007, pasó a ser una prueba del segundo semestre del calendario hípico, usualmente disputada en septiembre u octubre. Su nombre es un homenaje al político y estanciero argentino Vicente Lorenzo del Rosario Casares, socio fundador y presidente del Jockey Club Argentino, entre 1898 y 1901.
Hasta el año 2014 inclusive, esta carrera ostentó el rango de Grupo 3. Hasta el año 2006 inclusive, la condición incluía también a caballos de 3 años. La edición de 2012 se realizó en pista de césped, sobre 2400 metros.

## Últimos ganadores del Vicente Casares
| Año  | Ganador         | País | Jockey                       | País | Padre              | País | Madre            | País | Criador                            | Caballeriza         | Colores            |
| ---- | --------------- | ---- | ---------------------------- | ---- | ------------------ | ---- | ---------------- | ---- | ---------------------------------- | ------------------- | ------------------ |
| 2019 | Balompié        |      | Juan Cruz Villagra           |      | Equal Stripes      |      | Bambali          |      | Haras El Turf                      | S. de. B.           | Horse racing silks |
| 2018 | Timeless Call   |      | Adrián Maximiliano Giannetti |      | Mount Nelson       |      | Fraulien Eva     |      | Haras El Gusy                      | Mis Nietos S.B.F.A. |                    |
| 2017 | Marcus Aurelius |      | Rodrigo Blanco               |      | Catcher In The Rye |      | Mubareraat       |      | Haras Tiveres                      | Tiveres             | Horse racing silks |
| 2016 | Old Bunch       |      | Pablo Falero                 |      | Not For Sale       |      | Malavita         |      | Haras Arroyo de Luna               | 3 de enero          | Horse racing silks |
| 2015 | Pit Bull        |      | Altair Domingos              |      | Majestic Warrior   |      | Cherish          |      | Haras Comalal y La Mission         | El Quintón Lobos    | Horse racing silks |
| 2014 | Tantos Años     |      | Gustavo Calvente             |      | Mutakddim          |      | Some Kinda Angel |      | Haras Don Arcángel                 | Arcángel            | Horse racing silks |
| 2013 | Flag Nine       |      | Roberto Alzamendi            |      | Flag Down          |      | Red Brocade      |      | Haras La Madrugada                 | Haras Madrigal      | Horse racing silks |
| 2012 | Soy Carambolo   |      | Juan Carlos Noriega          |      | Val Royal          |      | La Carambola     |      | Haras Polo                         | Haras Polo          | Horse racing silks |
| 2011 | Calidoscopio    |      | Pablo Falero                 |      | Luhuk              |      | Calderona        |      | Haras La Quebrada                  | Doña Pancha         | Horse racing silks |
| 2010 | Equal Planet    |      | Pablo Falero                 |      | Equal Stripes      |      | Fantalinda       |      | Eduardo Solveyra (h)               | Starting Gate       | Horse racing silks |
| 2009 | Golden Success  |      | Juan Carlos Noriega          |      | Successful Appeal  |      | Stormy Gold      |      | Haras Futuro                       | Haras Futuro        | Horse racing silks |
| 2008 | Eyeofthetiger   |      | Edwin Talaverano             |      | Tempranero         |      | Coy Sister       |      | Alessandro Arcangeli               | Don David           | Horse racing silks |
| 2007 | Candy Gift      |      | Julio César Méndez           |      | Candy Stripes      |      | Sly Sarah        |      | Haras San Ignacio de Loyola        | San Ignacio         | Horse racing silks |
| 2006 | Potro Venus     |      | Gustavo Solís                |      | Potrillón          |      | Venus Lin        |      | Haras La Madrugada                 | El Latino           | Horse racing silks |
| 2005 | Roots           |      | José Ricardo Méndez          |      | Petit Poucet       |      | Royal Stand      |      | Haras El Turf                      | El Turf             | Horse racing silks |
| 2004 | Dancing Cowboy  |      | Pablo Falero                 |      | Hidden Prize       |      | Dancette         |      | Haras Orilla del Monte             | La Rubeta           | Horse racing silks |
| 2003 | Purvis          |      | Andrea Marinhas              |      | Ride The Rails     |      | La Carene        |      | Sucesión de Mariano Villar Urquiza | Maluma              | Horse racing silks |
| 2002 | Vogue Sunset    |      | Pedro Robles                 |      | Halo Sunshine      |      | Vogue Star       |      | Haras Abolengo                     | Bonaventura         | Horse racing silks |
| 2001 | Passport Pride  |      | Jorge Valdivieso             |      | Hidden Prize       |      | Pardela          |      | Haras Orilla del Monte             | Clara Manuel        | Horse racing silks |
| 2000 | Maipo Fitz      |      | Pedro Robles                 |      | Fitzcarraldo       |      | Vedette Girl     |      | Haras Firmamento                   | Carmari             | Horse racing silks |
| 1999 | El Taquito      |      | Fabián Rivero                |      | Bid Us             |      | Adelaidita       |      | Haras La Sortija                   | Fejiparema          | Horse racing silks |
| 1998 | Trovao          |      | Ariel Palacios               |      | Egg Toss           |      | Fantochería      |      | Haras Las Galaxias                 | Las Galaxias        | Horse racing silks |
| 1997 | Merlín Sil      |      | Jacinto Herrera              |      | Silence            |      | Take The Honours |      | Haras Caryjuan                     | Caryjuan            | Horse racing silks |
| 1996 | First Oca       |      | Jacinto Herrera              |      | Batty              |      | Florida Oca      |      | Haras Ocaragua                     | Doña Carla          | Horse racing silks |
| 1995 | Mando Toss      |      | Jorge Valdivieso             |      | Egg Toss           |      | Mandante         |      | Haras La Biznaga                   | La Biznaga          | Horse racing silks |